# Kabinett Merges
Das Kabinett Merges (auch Rat der Volksbeauftragten) bildete die Regierung des Freistaates Braunschweig von 1918 bis 1919.
| Kabinett Merges – 10. November 1918 bis 22. Februar 1919 \| Amt \| Name \| Partei \| \| -------------------------- \| ---------------------------------------------- \| ------ \| \| Präsident \| August Merges \| USPD \| \| Inneres und Finanzen \| Sepp Oerter \| USPD \| \| Verkehr und Handel \| Michael Müller bis 28. Januar 1919 Rudolf Löhr \| USPD \| \| Revolutionäre Verteidigung \| Gustav Rosenthal bis 8. Februar 1919 Herling \| USPD \| \| Recht \| August Junke \| USPD \| \| Volksbildung \| Minna Faßhauer \| USPD \| \| Arbeit \| Carl Eckardt \| USPD \| \| Ernährung \| Gustav Gerecke \| USPD \| \| Stadt Braunschweig \| August Wesemeier \| USPD \| |                                                |        |
| Amt | Name                                           | Partei |
| Präsident | August Merges                                  | USPD   |
| Inneres und Finanzen | Sepp Oerter                                    | USPD   |
| Verkehr und Handel | Michael Müller bis 28. Januar 1919 Rudolf Löhr | USPD   |
| Revolutionäre Verteidigung | Gustav Rosenthal bis 8. Februar 1919 Herling   | USPD   |
| Recht | August Junke                                   | USPD   |
| Volksbildung | Minna Faßhauer                                 | USPD   |
| Arbeit | Carl Eckardt                                   | USPD   |
| Ernährung | Gustav Gerecke                                 | USPD   |
| Stadt Braunschweig | August Wesemeier                               | USPD   |